# 局所コンパクトアーベル群
局所コンパクトアーベル群（きょくしょコンパクトアーベルぐん、英: locally compact abelian group）は、調和解析、位相空間論、数論など複数の分野に現れる、特に便利な位相構造をもつアーベル群である。例えば、離散位相を備えた整数全体の加法群や、通常の位相を備えた実数全体、円周（1次元トーラス）などが局所コンパクトアーベル群の例である。

## 定義と例
ある位相群が局所コンパクトであるとは、その位相空間が局所コンパクト空間かつハウスドルフ空間であることを意味する。  また、位相群がアーベルであるとは、群構造としてアーベル群であることを意味する。
局所コンパクトなアーベル群の例：
- {\displaystyle \mathbb {R} ^{n}}（{\displaystyle n} は正の整数）：ベクトル加法を群演算とする。

- 正の実数全体 {\displaystyle \mathbb {R} ^{+}} に乗法を群演算とする群。これは指数関数により {\displaystyle (\mathbb {R} ,+)} に同型。

- 任意の有限アーベル群（離散位相付き）。有限アーベル群の構造定理により、すべて巡回群の直積で表される。

- 整数 {\displaystyle \mathbb {Z} }（加法群、離散位相）。

- 円周群 {\displaystyle \mathbb {T} }：複素数のうち絶対値が1のものの全体。{\displaystyle \mathbb {T} \cong \mathbb {R} /\mathbb {Z} }（位相群として同型）。

- p進数体 {\displaystyle \mathbb {Q} _{p}}（加法群、通常のp進位相）。

## 双対群
局所コンパクトなアーベル群 {\displaystyle G} に対し、そのキャラクターとは、{\displaystyle G} から円周群 {\displaystyle \mathbb {T} } への連続な群準同型である。
すべてのキャラクターの集合は、点ごとの積（乗法）を群演算として、局所コンパクトアーベル群となり、双対群（dual group）{\displaystyle {\widehat {G}}} と呼ばれる。
双対群の構造：
- 群演算：キャラクターの点ごとの積。

- 逆元：複素共役。

- 位相：コンパクト開位相（一様収束、コンパクト集合上での収束に基づく）。

この位相は一般には距離化可能ではないが、{\displaystyle G} が可分空間であれば、双対群も距離化可能となる。
これは線型代数における双対空間の概念と類似しており、例えば {\displaystyle V} を体 {\displaystyle K} 上のベクトル空間とすると双対空間は {\displaystyle \mathrm {Hom} (V,K)} であり、局所コンパクトアーベル群でも {\displaystyle {\widehat {G}}=\mathrm {Hom} (G,\mathbb {T} )} である。
より抽象的には、いずれも表現可能関手（representable functor）であり、それぞれ {\displaystyle K} および {\displaystyle \mathbb {T} } によって表現される。
双対群と同型な位相群を自己双対（self-dual）という。たとえば、実数全体や有限巡回群は自己双対だが、自然な同型ではないため、群とその双対群は通常は異なるものとして扱う。

### 双対群の例
{\displaystyle \mathbb {Z} } の双対は {\displaystyle \mathbb {T} }。任意のキャラクター {\displaystyle \chi } は {\displaystyle \chi (n)=\chi (1)^{n}} の形で決まり、{\displaystyle \chi (1)\in \mathbb {T} } を任意に選べる。位相は点ごとの収束（これは {\displaystyle \mathbb {T} } の通常の位相と一致）。{\displaystyle \mathbb {T} } の双対は {\displaystyle \mathbb {Z} }。キャラクターは {\displaystyle z\mapsto z^{n}} という形（{\displaystyle n\in \mathbb {Z} }）。このとき双対群 {\displaystyle \mathbb {Z} } は離散位相をもつ。
{\displaystyle \mathbb {R} } の双対は {\displaystyle \mathbb {R} } 自身。キャラクターは {\displaystyle r\mapsto e^{i\theta r}}（{\displaystyle \theta \in \mathbb {R} }）。
{\displaystyle \mathbb {Q} _{p}} も自己双対であり、アデール環（adele）も自己双対になる。

## ポントリャーギン双対性
ポントリャーギン双対性によると、関手
{\displaystyle G\mapsto {\hat {G}}}
は、局所コンパクトアーベル群の圏（連続写像を射とする）とその反対圏の間に圏の同値を与える：
{\displaystyle LCA^{op}{\stackrel {\cong }{\longrightarrow }}LCA.}

## 圏論的性質
Clausen (2017) によれば、局所コンパクトアーベル群の圏 {\displaystyle \mathbf {LCA} } は、整数と実数の間の差異を測る圏論的構造を反映する。
より正確には、{\displaystyle \mathbf {Z} }、{\displaystyle \mathbf {R} }、および {\displaystyle \mathbf {LCA} } の代数的K理論スペクトルは次のようなホモトピー繊維列に入る：
{\displaystyle K(\mathbf {Z} )\to K(\mathbf {R} )\to K(LCA).}